# نيل ويلكينسون
نيل ويلكينسون (بالإنجليزية: Neil Wilkinson)‏ (16 فبراير 1955 ببلاكبرن في المملكة المتحدة - 2 أغسطس 2016) هو لاعب كرة قدم بريطاني في مركز الظهير. لعب مع بلاكبيرن روفرز وبورت فايل ونادي كرو ألكساندرا.

## وصلات خارجية
- نيل ويلكينسون على موقع قاعدة بيانات كرة القدم.إي يو (الإنجليزية)